# HD 127067
HD 127067，又名BD+28 2332，SAO 83374、HR 5415，是一颗恒星，视星等为7.12，位于銀經41.69，銀緯68.51，其B1900.0坐标为赤經14h 24m 9s，赤緯+28° 68.51′ 16″。